# 阿爾塔 (吉布提)
阿爾塔是非洲東部國家吉布提的城市，也是阿爾塔州的首府，位於該國東南部，海拔高度740米，人口6,025。2000年，索馬里內戰所涉及的各方代表在阿爾塔舉行和平談判。
11°31′N 42°47′E / 11.517°N 42.783°E